# Genowefa Kocańda
Genowefa Kocańda (ur. 16 marca 1927 w Elżbietkowie, zm. 30 października 2002) – polska rolniczka, poseł na Sejm PRL VI i VII kadencji.

## Życiorys
Uzyskała wykształcenie podstawowe. Była rolnikiem indywidualnym w Ślizowie. W 1960 została radną Powiatowej Rady Narodowej. W 1962 przystąpiła do Zjednoczonego Stronnictwa Ludowego. Zasiadała później w Wojewódzkiej Radzie Narodowej. Była również członkinią powiatowych władz Koła Gospodyń Wiejskich w Sycowie oraz Powiatowego Komitetu ZSL, w którym była przewodniczącą komisji do spraw działalności wśród kobiet wiejskich. W 1972 i 1976 uzyskiwała mandat posła na Sejm PRL w okręgu Wrocław II i Kalisz. Zasiadała przez dwie kadencje w Komisji Przemysłu Lekkiego, w trakcie VII kadencji ponadto w Komisji Nauki i Postępu Technicznego.
Pochowana na cmentarzu komunalnym przy ul. Oławskiej w Namysłowie.

## Odznaczenia
- Złoty Krzyż Zasługi (1971)
- Odznaka 1000-lecia Państwa Polskiego